# Първомайци
Първома̀йци е село в Северна България. То се намира в община Горна Оряховица и е най-голямото село в област Велико Търново.

## География
Село Първомайци се намира на левия бряг на р. Янтра, на 101 м надморска височина, в непосредствена близост до жп възел Горна Оряховица, на 5 км от гр. Горна Оряховица, на 12 км северно от старопрестолния град Велико Търново. Съседни селища са с. Правда, отстоящо на 3 км североизточно, с. Самоводене на 1 км западно и с. Поликраище на 3 км северозападно.
Основен поминък е отглеждането на зърнено-житни и зърнено-фуражни технически култури, зеленчуци, овощарство, цветарство, животновъдство и др.

## Население
Със своите 2429 жители по настоящ адрес към 15.12.2023 г. Първомайци е най-голямото село в област Велико Търново.
| Първомайци (Сергювец, Темниско) | Първомайци (Сергювец, Темниско) | Първомайци (Сергювец, Темниско) | Първомайци (Сергювец, Темниско) | Първомайци (Сергювец, Темниско) | Първомайци (Сергювец, Темниско) | Първомайци (Сергювец, Темниско) | Първомайци (Сергювец, Темниско) | Първомайци (Сергювец, Темниско) | Първомайци (Сергювец, Темниско) | Първомайци (Сергювец, Темниско) | Първомайци (Сергювец, Темниско) | Първомайци (Сергювец, Темниско) |
| ------------------------------- | ------------------------------- | ------------------------------- | ------------------------------- | ------------------------------- | ------------------------------- | ------------------------------- | ------------------------------- | ------------------------------- | ------------------------------- | ------------------------------- | ------------------------------- | ------------------------------- |
| Година                          | 1881                            | 1910                            | 1920                            | 1926                            | 1934                            | 1946                            | 1956                            | 1965                            | 1975                            | 1985                            | 1992                            | 2001                            |
| Първомайци                      | 1827                            | 3207                            | 3365                            | 3749                            | 4065                            | 4150                            | 3943                            | 4129                            | 4400                            | 4081                            | 3649                            | 3256                            |
| Сергювец                        | 892                             | 1411                            | 1498                            | 1635                            | 1758                            | 1803                            |                                 |                                 |                                 |                                 |                                 |                                 |
| Темниско                        | 935                             | 1796                            | 1867                            | 2114                            | 2307                            | 2302                            |                                 |                                 |                                 |                                 |                                 |                                 |

| Първомайци | Първомайци | Първомайци | Първомайци | Първомайци | Първомайци | Първомайци | Първомайци | Първомайци | Първомайци | Първомайци | Първомайци |
| ---------- | ---------- | ---------- | ---------- | ---------- | ---------- | ---------- | ---------- | ---------- | ---------- | ---------- | ---------- |
| Година     | 2011       | 2012       | 2013       | 2014       | 2015       | 2016       | 2017       | 2018       | 2019       | 2020       | 2021       |
| Жители     | 2784       | 2737       | 2692       | 2647       | 2630       | 2602       | 2564       | 2548       | 2518       | 2468       | 2429       |

Численост на населението според преброяванията през годините:
| \| Година на преброяване \| Численост \| \| --------------------- \| --------- \| \| 1934 \| 4065 \| \| 1946 \| 4150 \| \| 1956 \| 3943 \| \| 1965 \| 4129 \| \| 1975 \| 4400 \| \| 1985 \| 4081 \| \| 1992 \| 3649 \| \| 2001 \| 3256 \| \| 2011 \| 2784 \| \| 2021 \| 2551 \| |           |
| Година на преброяване | Численост |
| 1934 | 4065      |
| 1946 | 4150      |
| 1956 | 3943      |
| 1965 | 4129      |
| 1975 | 4400      |
| 1985 | 4081      |
| 1992 | 3649      |
| 2001 | 3256      |
| 2011 | 2784      |
| 2021 | 2551      |

### Етнически състав
Преброяване на населението през 2011 г.
Численост и дял на етническите групи според преброяването на населението през 2011 г.:
|                     | Численост | Дял (в %) |
| Общо                | 2784      | 100,00    |
| Българи             | 2612      | 93,82     |
| Турци               | 5         | 0,17      |
| Цигани              | 3         | 0,10      |
| Други               | 8         | 0,28      |
| Не се самоопределят | 7         | 0,25      |
| Неотговорили        | 149       | 5,35      |

## История
Селото е образувано от обединението на две села – Темниско и Сергювец, съгласно с указ № 317/13.12.1955 г.
Историята на село Първомайци започва около XII век. Първите писмени сведения датират от 1347 година, когато българският цар Иван Александър подписва Мрачката грамота, в която се споменава за съществуването на селището.
Двете села се споменават през 1618 г. в регистъра за данъка джизие под имената Темничко и Сергювче. В регистъра от 1638 г. селото Темниско е записано като Темличкова.
Според преброяването от 1881 година селата Сергювец и Темниско са част от община Сергювец, околия Горна Оряховица, окръг Търново. Според списъка на градските и селските общини от 1883 г. Сергювец и Темниско са част от Сергювска селска община, Горнооряховска околия, Търновско окръжие. През 1884 г. е построен каменният мост към Горна Оряховица, проектиран от чешки инженери, като за модел е послужил прочутият днес „Карлов мост“ в Прага, който от своя страна е построен по модел на моста „Санте Анжелико“ в Рим.
Край селото се е намирал средновековният Темнишки девически манастир.

### По-важни дати
- 1347 г. – на 1 декември цар Иван Александър подписва Мрачката грамота, в която за пръв път се споменава с. Сергювец.
- 1843 г. – със средства, дарени от хаджи Викентий Зографски, родом от с. Сергювец, е построено първото светско училище в селото.[32]
- 1884 г. – построен е каменният мост на селото.
- 1882 г. – построена е църквата „Вознесение Господне“ в с. Темниско.
- 1892 г. – построена е църквата „Св. Спас“ в с. Сергювец.
- 1893 г. – създадено е народното читалище „Иван Вазов“ в с. Сергювец.
- 1897 г. – става голямо наводнение в селото – има много залети домове и удавени животни.
- 1906 г. – на 10 февруари е създадено народното читалище „Развитие“ в с. Темниско.
- 1919 г. – издигнат е паметник на жертвите от войните.
- 1921 г. – открит е първият прогимназиален клас в с. Сергювец.[33]
- 1947 г. – делегация от „Динамо“ (Москва) посещава селото и играе показен мач срещу „Динамо“ (Сергювец).
- 1955 г. – на 13 декември е образувано с. Първомайци с население 4063 жители посредством обединяването на селата Темниско и Сергювец.[34]
- 1967 г. – читалище „Развитие“ е присъединено към читалище „Иван Вазов“.
- 1967 г. – открита е целодневна детска градина „Здравец“.
- 1993 г. – издигнат е паметник на загиналите за обединението, независимостта и държавния суверенитет на България.

### Личности
Родом от с. Сергювец е хаджи Викентий Зографски (1758 – 1865 г.) – български книжовник и църковен деец, съвременник на Паисий Хилендарски, съратник на Неофит Бозвели и Васил Априлов, активен участник в борбата за църковна независимост.

## Обществени институции

### Читалища
НЧ „Иван Вазов“ е наследник на НЧ „Иван Вазов“ от с. Сергювец и НЧ „Развитие“ от с. Темниско. Читалището в Сергювец е основано през 1893 г., а в Темниско – през 1909 г. Поради малкото разстояние между селата на два пъти се правят опити за обединение: през периода 1935 – 1944 г. са обединени в една община, наречена „Темнишка“. Това донякъде налага обединяването и на двете читалища. През периода 1960 – 1965 г. се построява единна читалищна сграда и в нея става обединяването на двете читалища с общо име „Иван Вазов“, сливат се библиотечните фондове, читалищните колективи и се избира ново обединено ръководство на читалището.
Малко са сведенията за културни прояви преди 1878 г. През 1843 г. в с. Сергювец се отваря училище с помощта на щедрото дарение на хаджи Викентий, който е родом от селото.
Интересни сведения за културните интереси на жителите на село Сергювец намираме в забележителното изследване на Маньо Стоянов „Българска възрожденска книжнина“. Авторът описва аналитично всички книги, вестници и списания, излизали преди Освобождението – място, година на издаване, продължителност, автори, съставители, печатници. Много богат е справочният апарат на изданието, спомоществователите и абонатите на книги и периодически издания.

#### НЧ „Иван Вазов“, с. Сергювец
Дългогодишният читалищен деятел и първи председател на обединеното през 1965 г. читалище – учителят Симеон Симеонов, в своя доклад за тържественото откриване на читалищен дом в с. Първомайци през 1965 г. посочва:
„В нашето село 1893 година се основава първото читалище в с. Сергювец. За негови основатели се считат около 13 будни за онова време наши селяни като Илия Николов, Стоян Илиев, Димитър Миновски и др. Новообразуваното читалище на името на известния и пламенен писател Иван Вазов, който в знак на благодарност за оказаната му чест изпратил няколко тома с автограф.“
Това твърдение на Симеонов за началото на читалището и основателите ние дължим на спомените на стари самодейци. Няма запазен учредителен протокол, протоколна книга от тези години, устав на читалището.
Запазен е дневникът на Борис Пенков, дългогодишен библиотекар и касиер на читалище „Иван Вазов“, с. Сергювец, а по-късно и касиер на обединеното читалище. Борис Пенков е първият читалищен деятел, който съзнателно събира спомени и ги записва дословно. Интерес представляват най-напред „Исторически бележки“, дадени от даскал Илия. Спомените си даскалът започва със сведения за хаджи Викентий Зографски и някои бележки за селото през турско време. Ето спомените му за читалището:
| „ | Читалище в селото съществува още след Освобождението. В някоя стая се построявала сцена, след представлението се разваляла. Живо участие са взимали учителите Байдаков, Миновски, а после и дядо Георги Гаргов. Спор се е разгорял за името на читалището. Едно течение искало да се нарича „Наука“, а други „Иван Вазов“. | “ |

#### НЧ „Развитие“, с. Темниско
Дългогодишният председател Симеон Симеонов в своя „Доклад за тържественото откриване на новия читалищен дом – 7.02.1965 г.“ пише:
| „ | На 10 февруари 1909 година по предложение на учителя социалист Христо Георгиев от задбалканското селце Шейново, Казанлъшко, се основава читалището и в с. Темниско. На учредителното събрание се приема устав, наименува се читалището „Развитие“. Запазени са имената на учредителите. Запазен е устав 1927 година. Уставът е отпечатан непосредствено след приемане на първия Закон за народните читалища. | “ |

Върху читалищата все по-силно влияние започва да оказва законодателната система на България. През 1941 г. се приема нов Закон за народните читалища. Законово се уреждат въпросите, свързани с Върховния читалищен съюз (ВЧС) и околийските читалищни съюзи, които стават юридически лица. Всички читалища, които не членуват в тези съюзи, се лишават от облагите на този закон. Значително се разраства законовата база за финансово подпомагане на читалищата. През 1942 г. се приема и Закон за кооперативен строеж на читалищните сгради. Учредява се фонд, който е юридическа личност към ВЧС и служи за подпомагане на читалищата при строеж на нови сгради, ремонт на старите, построяване на пристройки към вече съществуващи сгради, изграждане на киносалони. Тези два закона дават отражение върху организационния живот на читалищата в селата.
На 10 юли 1942 г. читалище „Развитие“ става член на околийския читалищен съюз в гр. Г. Оряховица. Читалището редовно участва в живота на околийския читалищен съюз чрез плащане на членски внос, участие в конференции и отчетност на дейността. Инспектори от околийския читалищен съюз оказват ценна методическа помощ във всички сфери на читалищния живот.
Със средства на читалището и доброволен труд на населението се построява салон с 250 места и сцена. Така цялата културно-просветна дейност, прожектиране на филми, провеждане на събрания от есента на 1945 година се провежда в новото читалище.
След прекратяване на съществуването на Върховния читалищен съюз, който се слива с ОФ, народните съвети и комитети на ОФ поемат ръководството на читалищата. Масово в страната започват строежи на читалищни сгради.
Решение за обединяване на двете читалища се взима и в Сергевец и Темниско през 1955 г. През юли 1960 г. започва строежът на новото читалище и завършва през 1965 г. Строителството се извършва със средства от самооблагане и с доброволен упорит и самоотвержен труд на хората от селото. За строежа са събрани двеста хиляди лева.
Проектът е направен от архитект Димитър Георгиев от Окръжната проектантска организация – гр. В. Търново. Проектантите влагат голямо умение и старание в построяването и обзавеждането на сградата, редовно посещават обекта и на място дават указания. Читалището в с. Сушица е копие на това в Първомайци.
Сградата се открива на 7 февруари 1965 г. с тържествено събрание. На 22 февруари с.г. се приема името „Иван Вазов“. Постепенно се довършва оборудването на читалището, изгражда се киносалон, закупуват се киномашини, довършва се обзавеждането и ремонтът на салона.
Наличието на финансови средства дава възможност за организацията на различни фестивали, събори, конкурси.
Значителни промени настъпват през 1989 г. със смяната на обществения строй в България. Възстановява се Съюзът на народните читалища, отменят се някои постановления, свързани с читалищната собственост, до приемане на новия Закон за народните читалища.

## Култура
От 1990 г. в селото се провежда „Празник на народните хорове“, като изданието от 2007 г. е осемнадесето по ред и е известно под наименованието XVIII Общински фолклорен празник „Първомайци 2007“.
Почти всяка година се представят нови театрални представления от самодейци при читалището.

## Образование
На територията на селото има две училища (ОУ „Елин Пелин“ и ОУ „Хаджи Викентий“) и целодневна детска градина (ЦДГ „Здравец“).
- ОУ „Елин Пелин“, разположено в Темниско, обучава ученици от I до VIII клас и има съвременна компютърна зала, физкултурен салон с уреди за фитнес и голям стадион, класни стаи и подготвени учители. Училището се намира на централно място в селото.
- ОУ „Хаджи Викентий“ е разположено в Сергювец, обучава ученици от I до VIII клас, има над 160-годишна история и е истински храм на българската просвета. То се намира в тих и спокоен кът на селото, край прохладен парк. Въпреки дългогодишната борба и факта, че то е с по-добра база и дава по-добра подготовка, училището е закрито през 2008 г.
- ЦДГ „Здравец“ е разположена в Сергювец. Открита е през 1967 г.

## Религия
В селото има два християнски храма – църквата „Вознесение Господне“, построена през 1882 г. в тогавашното село Темниско, и църквата „Св. Спас“ в тогавашното село Сергювец.
Почти цялото население на с. Първомайци се състои от православни християни.

## Други
На територията на село Първомайци съществуват земеделска кооперация, сдружение и потребителна кооперация, работи фирма за осветителни тела, птицекланица, автосервизи, автоморга и няколко еднолични търговци в сферата на търговията и услугите. Част от населението работи в предприятия от градовете Горна Оряховица и Велико Търново.
Съществуват и занаятчии, занимаващи се с кожарство, обущарство, ремонт на дрехи от естествена кожа, производство на домашни чехли от естествена и изкуствена кожа.